# Rifugio Guido Larcher
De Rifugio Guido Larcher is een berghut in de gemeente Peio in de Italiaanse provincie Trente. De berghut ligt op een hoogte van 2608 meter in de Ortlergroep in het Nationaal Park Stelvio en behoort toe aan de Società Alpinisti Tridentini (SAT). De hut is bereikbaar vanuit de frazione Cogolo in de gemeente Peio, via de Malga Mare. Vanaf deze alpenboerderij zijn de laatste zeshonderd hoogtemeters in ongeveer twee uur te overwinnen.
De hut is vernoemd naar de Trentse senator Guido Larcher, die van 1902 tot 1903, van 1906 tot 1909, van 1919 tot 1925 en van 1934 tot 1937 de SAT voorzat. Het eerste gebouw dat de SAT als berghut neerzette, stamde reeds uit 1882. In 1907 werd dit kubusvormige gebouw uitgebreid met twee vertrekken, een voor heren en een voor dames. Het huidige Rifugio Guido Larcher werd na vier jaar bouwwerkzaamheden in 1992 geopend.